# Belvì
Belvì település Olaszországban, Szardínia régióban, Nuoro megyében. Lakosainak száma 556 fő (2023. január 1.). Belvì Aritzo, Atzara, Desulo, Meana Sardo, Sorgono és Tonara községekkel határos.

## Népesség
A település népességének változása:
| Lakosok száma | 627  | 596  | 556  |
|               | 2017 | 2018 | 2023 |